# Sredanci
Sredanci jsou vesnice ve východním Chorvatsku v Brodsko-posávské župě. Jsou součástí opčiny Donji Andrijevci, od jejíhož stejnojmenného střediska se nacházejí asi 4 km jihozápadně. V roce 2011 zde žilo celkem 322 obyvatel. V roce 1991 tvořili absolutní národnostní většinu Chorvati (99,21 % obyvatelstva).
Severně od Sredanců protéká řeka Biđ. Vesnice je známá tím, že je podle ní pojmenována dálniční křižovatka dálnic A3 a A5, Čvor Sredanci, a rovněž odpočívka na dálnici A3, Odmorište Sredanci.

## Sousední vesnice
| Růžice kompasu | Staro Topolje | Donji Andrijevci |           | Růžice kompasu |
| Růžice kompasu | Oprisavci     | Sever            | Divoševci | Růžice kompasu |
| Růžice kompasu | Oprisavci     | Sredanci         | Divoševci | Růžice kompasu |
| Růžice kompasu | Oprisavci     | Jih              | Divoševci | Růžice kompasu |
| Růžice kompasu |               | Svilaj           | Stružani  | Růžice kompasu |